# Ананьївська міська територіальна громада
Ананьївська міська територіальна громада — територіальна громада у Подільському районі Одеської області України. Населення громади становить 35 734 осіб, адміністративний центр — м. Ананьїв.

## Історія
27 травня 2020 р. Кабінетом міністрів України був затверджений перспективний план громади в рамках адміністративно-територіальної реформи.
19 липня 2020 року, в результаті адміністративно-територіальної реформи і ліквідації Ананьївського району, громада увійшла до складу новоутвореного Подільського району.
Перші вибори відбулися 25 жовтня 2020 року.

## Склад громади
До складу громади входить одне місто — Ананьїв, і 29 сіл:
- Амури
- Ананьїв (село)
- Байтали
- Благодатне
- Бондарі
- Боярка
- Великобоярка
- Вербове
- Гандрабури
- Дружелюбівка
- Жеребкове
- Калини
- Козаче
- Коханівка
- Кохівка
- Михайлівка
- Новогеоргіївка
- Новодачне
- Новоіванівка
- Новоолександрівка
- Новоселівка
- Пасицели
- Романівка
- Селиванівка
- Струтинка
- Точилове
- Шевченкове
- Шелехове
- Шимкове